# المحقق كونان (الموسم 11)
المحقق كونان هو الموسم الحادي عشر من سلسلة المحقق كونان (باليابانية: 名探偵コナン، تُنطق ميه‌تانتيه كۆنان أي المحقق العظيم كونان) تُرجمت رسميًا إلى المُحقق كونان، وهي سلسلة مانغا للكاتب غوشو أوياما حُولِّت إلى مسلسل أنيمي وحلقات أوفا وأفلام أنمي وألعاب فيديو ووسائط أخرى يابانية وقد بدأ عرض السلسلة من 15 يوليو 2002 ولغاية 14 أبريل 2003.
أُذيعت الحلقة الأولى في 8 يناير 1996 وعرضت الحلقات بالتوالي إلى أن وصلت إلى أكثر من 1,155 حلقة، وبذلك تحتل المركز الخامس عشر في قائمة أكثر الأنيميات من حيث عدد الحلقات. يتم عرض حلقة واحدة من الأنمي أسبوعيًا على نبون تلفجن إلا في حالات عرض الأفلام فإنها قد تتأجل إلى أسبوعين أو أكثر. تتم دبلجة الأنيمي للغة العربية من قِبَل مركز الزهرة ولا تزال دبلجته مُستمرة لأكثر من ثمانية عشرة سنة منذ سنة 1998، حيث عُرض لأول مرة على تلفزيون قطر، وقد وصلت الحلقات المُدبلجة إلى 565 (537 بالنّظام الياباني) من أصل 1,155 حلقة.
يُعرَض المحقق كونان في اليابان على قناة نيبون تي في وقناة يوميأوري وقناة أنيماكس وقناة YTV اليابانية، وقد لاقى المحقق كونان رواجًا كبيرًا في اليابان حيث احتل مركزًا من ضمن المراكز الستة الأوائل في ست مناسبات مختلفة. وبحسب استطلاعات الرأي التي أجرتها مجلة أنيميج، اعتبر الأنيمي من بين أفضل 20 أنيمي تم إصداره خلال الفترة من عام 1996 ولغاية عام 2001. أيضا احتل المحقق كونان المركز الثالث والعشرين من ضمن قائمة أفضل 100 أنيمي، أجرته شبكة أساهي اليابانية في عام 2005.

## عناوين الحلقات
| #       | #             | عنوان الحلقة                                                     | عنوان الحلقة                           | تفاصيل الحلقة | تفاصيل الحلقة  | تفاصيل الحلقة |
| اليابان | العالم العربي | باليابانية                                                       | بالدبلجة العربية                       | في المانغا    | تاريخ العرض    |               |
| ------- | ------------- | ---------------------------------------------------------------- | -------------------------------------- | ------------- | -------------- | ------------- |
| 286     | 303           | سينشي كودو في نيويورك (الجزء الأول)                              | شيء من الماضي (الجزء الأول)            | فصل 350-353   | 15 يوليو 2002  |               |
| 287     | 304           | سينشي كودو في نيويورك (الجزء الثاني)                             | شيء من الماضي (الجزء الثاني)           | فصل 350-354   | 22 يوليو 2002  |               |
| 288     | 305           | سينشي كودو في نيويورك (الجزء الثالث)                             | شيء من الماضي (الجزء الثالث)           | فصل 350-354   | 29 يوليو 2002  |               |
| 289     | 306           | غابة ميتسوهيكو الغامضة (الجزء الأول)                             | البحث عن ميتسو (الجزء الأول)           | فصل 358-360   | 5 أغسطس 2002   |               |
| 290     | 307           | غابة ميتسوهيكو الغامضة (الجزء الثاني)                            | البحث عن ميتسو (الجزء الثاني)          | فصل 358-360   | 12 أغسطس 2002  |               |
| 291     | 308           | جزيرة الأميرة المنعزلة وَقصر ملك التنين (الجزء الأول)             | لغز الكلمات الغريبة (الجزء الأول)      | فصل 361-365   | 19 أغسطس 2002  |               |
| 292     | 309           | جزيرة الأميرة المنعزلة وَقصر ملك التنين (الجزء الثاني)            | لغز الكلمات الغريبة (الجزء الثاني)     | فصل 361-365   | 26 أغسطس 2002  |               |
| 293     | 310           | جزيرة الأميرة المنعزلة وَ قصر ملك التنين (الجزء الثالث)           | لغز الكلمات الغريبة (الجزء الثالث)     | فصل 361-365   | 2 سبتمبر 2002  |               |
| 294     | 311           | تحطم الحب والعزم (الجزء الأول)                                   | الوقوع في الخطر (الجزء الأول)          | فلر           | 9 سبتمبر 2002  |               |
| 295     | 312           | تحطم الحب والعزم (الجزء الثاني)                                  | الوقوع في الخطر (الجزء الثاني)         | فلر           | 16 سبتمبر 2002 |               |
| 296     | 313           | صدمة الاصطياد على متن اليخت                                      | حادث أم جريمة                          | فلر           | 14 أكتوبر 2002 |               |
| 297     | 314           | معركة قاعة المحكمة 2: كيساكي ضد ريكو كوجي (الجزء الأول)          | تحدي الأقوياء (الجزء الأول)            | فلر           | 21 أكتوبر 2002 |               |
| 298     | 315           | معركة قاعة المحكمة 2: كيساكي ضد ريكو كوجي (الجزء الثاني)         | تحدي الأقوياء (الجزء الثاني)           | فلر           | 28 أكتوبر 2002 |               |
| 299     | 316           | صداقة كانمون العسيرة والنية القاتلة (الجزء الأول)                | عصبة الاصدقاء (الجزء الأول)            | فلر           | 4 نوفمبر 2002  |               |
| 300     | 317           | صداقة كانمون العسيرة والنية القاتلة (الجزء الثاني)               | عصبة الاصدقاء (الجزء الثاني)           | فلر           | 18 نوفمبر 2002 |               |
| 301     | 318           | استعراض الشر والقداسة (الجزء الأول)                              | المخطط الخبيث (الجزء الأول)            | فصل 366-368   | 25 نوفمبر 2002 |               |
| 302     | 319           | استعراض الشر والقداسة (الجزء الثاني)                             | المخطط الخبيث (الجزء الثاني)           | فصل 366-368   | 2 ديسمبر 2002  |               |
| 303     | 320           | الضحية التي عادت                                                 | عودة جثة الضحية                        | فلر           | 9 ديسمبر 2002  |               |
| 304     | 321           | مقر شرطة العاصمة المضطرب: 12 مليون رهينة (حلقة خاصة لمدة ساعتين) | لحظات قبل وقوع الكارثة (الجزء الأول)   | فصل 369-373   | 6 يناير 2003   |               |
| 304     | 322           | مقر شرطة العاصمة المضطرب: 12 مليون رهينة (حلقة خاصة لمدة ساعتين) | لحظات قبل وقوع الكارثة (الجزء الثاني)  | فصل 369-373   | 6 يناير 2003   |               |
| 304     | 323           | مقر شرطة العاصمة المضطرب: 12 مليون رهينة (حلقة خاصة لمدة ساعتين) | لحظات قبل وقوع الكارثة (الجزء الثالث)  | فصل 369-373   | 6 يناير 2003   |               |
| 304     | 324           | مقر شرطة العاصمة المضطرب: 12 مليون رهينة (حلقة خاصة لمدة ساعتين) | لحظات قبل وقوع الكارثة (الجزء الرابع)  | فصل 369-373   | 6 يناير 2003   |               |
| 305     | 325           | المشتبه به غير المرئي (الجزء الأول)                              | اختفاء سلاح الجريمة (الجزء الأول)      | فصل 374-376   | 13 يناير 2003  |               |
| 306     | 326           | المشتبه به غير المرئي (الجزء الثاني)                             | اختفاء سلاح الجريمة (الجزء الثاني)     | فصل 374-376   | 20 يناير 2003  |               |
| 307     | 327           | خطوات الظلام (الجزء الأول)                                       | شهادة صامتة (الجزء الأول)              | فصل 377-379   | 27 يناير 2003  |               |
| 308     | 328           | خطوات الظلام (الجزء الثاني)                                      | شهادة صامتة (الجزء الثاني)             | فصل 377-379   | 3 فبراير 2003  |               |
| 309     | 329           | الاتصال بالمنظمة السوداء (جزء التفاوض)                           | اتصال من العصابة السوداء (الجزء الأول) | فصل 380-383   | 10 فبراير 2003 |               |
| 310     | 330           | الاتصال بالمنظمة السوداء (جزء الملاحقة)                          | عصابة الرداء الأسود (الجزء الثاني)     | فصل 380-383   | 17 فبراير 2003 |               |
| 311     | 331           | الاتصال بالمنظمة السوداء (جزء اليأس)                             | عصابة الرداء الأسود (الجزء الثالث)     | فصل 380-383   | 24 فبراير 2003 |               |
| 312     | 332           | دمى احتفال مصبوغة بلون غروب الشمس (الجزء الأول)                  | لغز الدمى (الجزء الأول)                | فصل 384-386   | 3 مارس 2003    |               |
| 313     | 333           | دمى احتفال مصبوغة بلون غروب الشمس (الجزء الثاني)                 | لغز الدمى (الجزء الثاني)               | فصل 384-386   | 10 مارس 2003   |               |
| 314     | 334           | سور منصة المشاهدة المكسور                                        | السور المحطم                           | فلر           | 17 مارس 2003   |               |
| 315     | 335           | مكان تحت أشعة الشمس                                              | أعواد الخيزران                         | فلر           | 14 أبريل 2003  |               |